# Meskalbohne
Die Meskalbohne oder Mescalbohne (Dermatophyllum secundiflorum (Ortega) Gandhi & Reveal, Syn.: Calia secundiflora (Ortega) Yakovlev),  auch Frijolillo, Colorines oder Rote Meskalbohne genannt, ist eine Pflanzenart aus der Gattung Dermatophyllum in der Unterfamilie der Schmetterlingsblütler (Faboideae) innerhalb der Familie der Hülsenfrüchtler (Fabaceae).

## Beschreibung

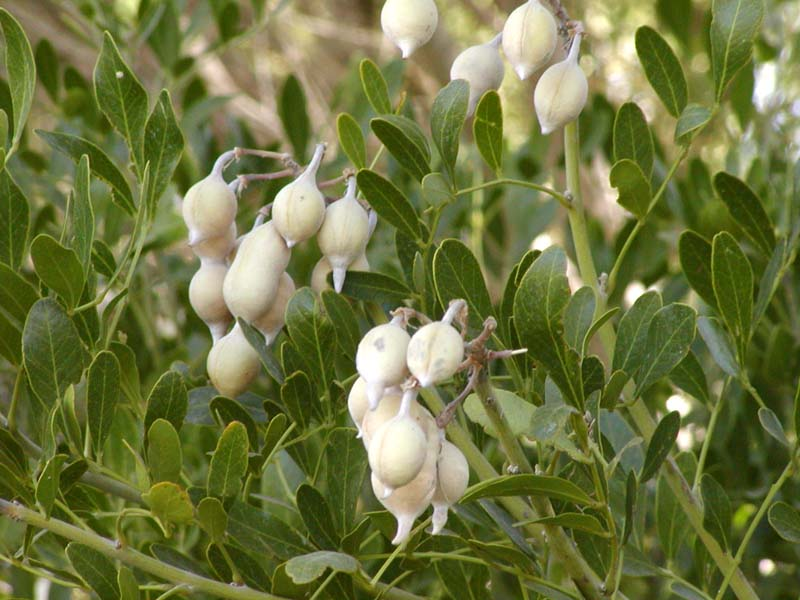
Hülsenfrüchte

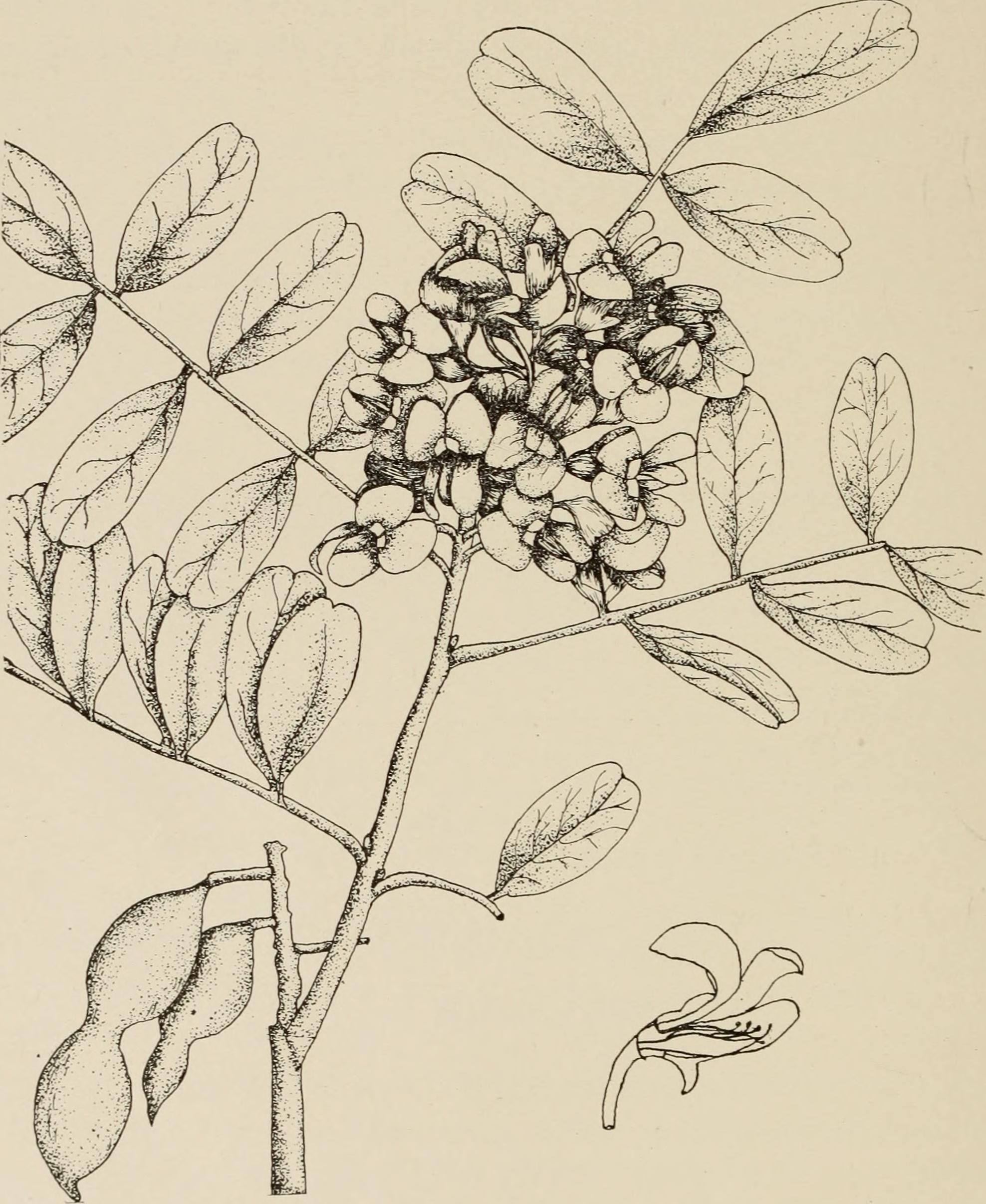
Illustration aus Trees of Texas; an illustrated Manual of the native and introduced Trees of the state, 1915

### Vegetative Merkmale
Die Meskalbohne wächst als immergrüner, nicht winterharter, kleiner, langsamwüchsiger Baum und erreicht Wuchshöhen von 5 bis über 10 Meter. Manchmal wächst sie nur als kleiner Strauch wenige Meter hoch.
Die gegen- oder wechselständig angeordneten Laubblätter sind in Blattstiel und -spreite gegliedert. Die unpaarig gefiederte Blattspreite enthält fünd bis elf Fiederblättchen. Die Blattrhachis ist rinnig. Die fast sitzenden bis kurz gestielten, ledrigen, kahlen und ganzrandigen Fiederblättchen sind bei einer Länge von 3 bis 6 Zentimetern sowie einer Breite von 1,5 bis 3 Zentimetern eiförmig bis meist verkehrt-eiförmig mit rundspitzigem bis gerundetem oder eingebuchtetem oberen Ende.

### Generative Merkmale
Es ist ein relativ kurzer Blütenstandsschaft vorhanden. Die traubigen Blütenstände mit dicker Blütenstandsrhachis sind 5 bis 12 Zentimeter lang. Die gestielten Blüten stehen über jeweils einem kleinen Tragblatt.
Die relativ kleinen, stark duftenden und zwittrigen Blüten sind zygomorph und fünfzählig mit doppelter Blütenhülle. Die fünf grünen, samtigen Kelchblätter sind glockenförmig verwachsen. Die fünf blau-violetten, selten weißen Kronblätter sind in der Form von Schmetterlingsblüten angeordnet. Die zehn Staubblätter sind (fast) frei.
Die bei Reife dunkel-braune, behaarte, harte und ledrig-holzige, bei den Samen mehr oder weniger eingeschnürte, selten öffnende, kurz geschnäbelte Hülsenfrucht ist 2,5 bis 12,5 Zentimeter lang und beinhaltet ein bis acht Samen. Die glatten Samen sind orangefarben bis rot.

### Chromosomensatz
Die Chromosomenzahl beträgt 2n = 18.

## Ökologie
Die Früchte werden nur von wenigen Tieren gefressen.
Die Samen, Laubblätter und Blüten gelten als mehr oder weniger giftig.

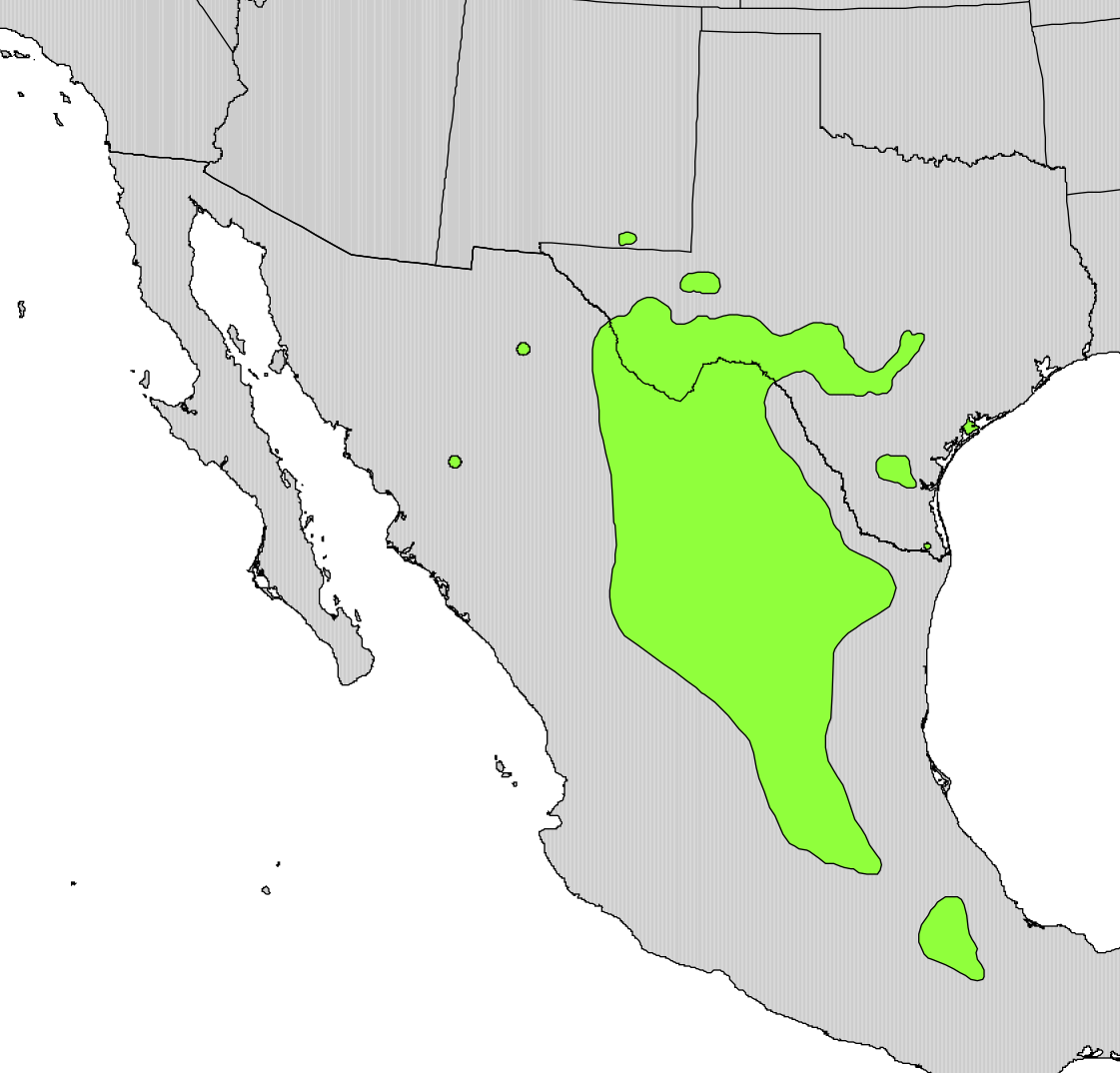
Verbreitungskarte

## Vorkommen
Calia secundiflora ist in den südlichen US-Bundesstaaten Texas, New Mexico und im nördlichen bis mittleren Mexiko verbreitet. Die Meskalbohne gedeiht in der Savanne Texas, in der Buschsteppe und im Chaparral.

## Taxonomie
Die Erstbeschreibung erfolgte 1798 unter dem Namen (Basionym) Broussonetia secundiflora durch Casimiro Gómez de Ortega in Novarum, aut Rariorum Plantarum Horti Reg. Botan. Matrit. Descriptionum Decades, Band 5, Seite 61–62, Tafel 7. Die Neukombination zu Calia secundiflora (Ortega) Yakovlev wurde 1967 durch Gennady Pavlovich Yakovlev in Trudy Leningradskogo Khimiko-Farmacevticheskogo Instituta, Band 21, Teil 4, Seite 45 veröffentlicht. Der seit 2011 akzeptierte Name ist Dermatophyllum secundiflorum (Ortega) Gandhi & Reveal veröffentlicht in K. N. Gandhi, M. A. Vincent und James L. Reveal: Dermatophyllum, the correct name for Calia (Fabaceae). in Phytoneuron, 2011–57, S. 2. Ein weiteres Synonym für Dermatophyllum secundiflorum (Ortega) Gandhi & Reveal ist Sophora secundiflora (Ortega) Lag. ex DC.

## Inhaltsstoffe
Die Samen und Laubblätter der psychoaktiven Pflanze enthalten Cytisin, Anagyrin und Spartein.

## Verwendung
Die großen, roten Samen werden ähnlich wie die kleineren der Paternostererbse als Schmuck verwendet. Sie stellten früher bei den Indianern auch einen beträchtlichen Wert dar, auch wurden ihnen magische Kräfte zugemessen.
Die gemahlenen Samen wurden dem Mescal oder dem Pulque als betäubende Droge beigegeben oder sie wurden als Süßigkeit konsumiert, um Rauschzustände zu erlangen.
Die Meskalbohne wird als Ziergehölz verwendet. Das Holz ist hart und schwer, jedoch nur in kleinen Mengen verfügbar.

## Rechtslage
In Deutschland unterliegt die Meskalbohne nicht dem BtMG.